# Désiré Magnus

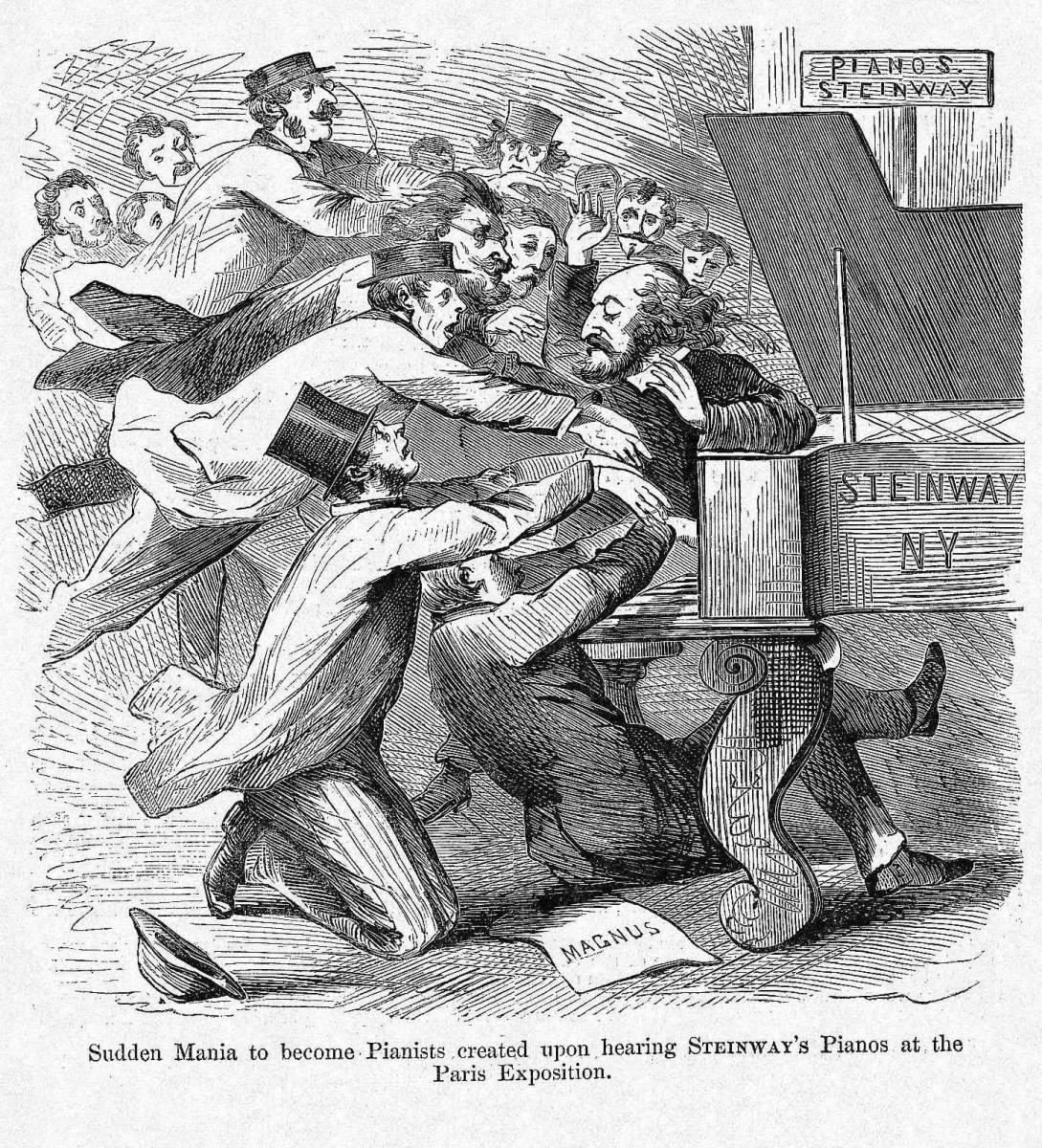
Sportprent van Amédée de Noé naar aanleiding van een pianorage na de Wereldtentoonstelling in 1867

Désiré Magnus (Brussel, 13 juni 1826 – Parijs, 17 december 1883) was een Belgisch componist, muziekpedagoog en pianist. 

## Leven
Hij was zoon van koopman Leopold Deutz en Carolina Cahn. Zelf was hij getrouwd met Adeline Louise Saudeur. 
Hij kreeg zijn piano-opleiding van Georg Jacob Vollweiler in het Duitse Heidelberg en een verdere studie aan het Brussels conservatorium. Al op vrij jonge leeftijd ontving hij er een eerste prijs (1843). Hij begon een lange concertreeks, die hem door bijna alle Europese landen voerde. Hij vestigde zich in Parijs, alwaar hij een uitgebreide muzikale loopbaan continueerde; hij was er pianist, componist, pedagoog en ook wel muziekcriticus. 
Karikaturist  Amédée de Noé portretteerde Dédiré Magnus bij zijn spotprent betreffende de piano van Steinway & Sons, die Magnus gebruikte tijdens een optreden tijdens de Wereldtentoonstelling van 1867 in Parijs

## Werklijst
Zijn oeuvre is omvangrijk, maar wordt zelden uitgevoerd. Er zijn voor zover bekend geen opnamen van (gegevens 2020); het betreft voornamelijk salonmuziek. 
Opera
- La Tolédane (Paris: Salle Taitbout, 1874)

Kamermuziek
- Les Pleurs de la jeune fille, Nocturne voor viool en piano, Op. 13b (1852); het origineel is voor solo piano
- 5ème Nocturne voor cello en piano (1877); het origineel is voor solo piano
- Duo sur des motifs de l'opéra "Paul et Virginie" de Victor Massé voor viool en piano (1877); geschreven in samenwerking met Henri Vieuxtemps

Vocal
- O povero garzon! (G. Duprez), Barcarolle vénetienne, Op. 139 (1874)
- Sur l'océan (Alphonse Labitte) (1878)
- C'est le printemps (A. Labitte) (1880)
- Chanson à boire (Paul Ginisty) (1880)
- Judas, Chant biblique (G. Boyer) (1881)
- Quand reviendra la violette (R. J. Pain) (1881)
- Regrets d'amour, Valse chantée (Paul Armand Silvestre) (1884)

Pedagogisch
- 24 Études mélodiques et de vélocité dans tous les tons majeurs et mineurs préparation aux difficultés de doigté et de mécanisme que renferment les œuvres des maîtres du piano, anciens et modernes, Op. 190 (1876)
- Méthode élémentaire de piano (1879)

Piano solo
- Bords de l'adour, Polka No. 4, Op. 4
- Un Pensée, Romance-étude, Op. 5
- La Danse du lac bleu, Caprice, Op. 6
- Quadrille über norwegische Melodien in C majeur, Op. 10
- La Danse des ésprits, Caprice, Op. 12 (1851)
- 3 Études de concert (1852)
- Les Pleurs de la jeune fille, Rêverie, Op. 13 (1852); ook voor viool en piano
- Fantaisie brillante sur l'opéra "La nuit de Noël", Op. 16 (1853); parafrase op La nuit de Noël van Napoléon Henri Reber
- 2 Romances sans paroles, Op. 17
- Saltarelle, Op. 18
- The Gipsy Schottische, Op. 22 (1853)
- The Royal Schottische, Op. 22 (1853)
- Lucie, Schottische, Op. 26 (1853)
- Réminiscences de L'éclair (1859); parafrase opL'éclair van Fromental Halévy
- La Perle de l'Alhambre (La Perle de l'Exposition), Polka de concert, Op. 30 (1860)
- Souviens-toi, Rêverie, Op. 38
- Les Premiers Litas, Grande valse, Op. 42 (1855)
- 3 Pastorales, Op. 43
- Constantinople, Marche, Op. 44
- Tarantelle, Op. 45
- Bolero de salon, Op. 46
- Steeple-Chase, Grand galop de bravoure, Op. 51 (1859)
- Charmes du souvenir, Valse de salon, Op. 52
- Chanson polonaise, Op. 53 (1857)
- Maître corbeau, Variations, Op. 54
- Capriccio alla mazurka, Op. 56 (1859)
- Reminiscences de l'Éclair, Op. 57
- Souvenir du Piémont, Valse brillante, Op. 58 (1860)
- Herculanum de F. David, Grande fantaisie, Op. 59 (1860)
- Trois pastorales (1860)
- Figaro polka, Op. 61 (1860)
- Au gré des flots, Caprice-étude, Op. 62 (1860)
- Die Post, Op. 63
- Marche funèbre, Op. 64 (1860)
- Carnaval napolitain, Op. 65 (1860)
- Un Vœu à la Vièrge, Morceau de genre, Op. 66 (1860)
- Le Rêve d'une mère, Berceuse (1860)
- La Zingara, Polka mazurka (1860)
- Mazurka composée pour le Comte Koucheloff-Besborodko, gearrangeerd voor piano, Op. 69 (1861)
- 1er Nocturne, Op. 70 (1861)
- Souvenir du cocher, Andante religioso, Op. 71
- Chanson du temps passé, Idylle, Op. 73 (1861)
- L'Adieu du pêcheur, Esquisse musicale, Op. 74 (1861)
- Marche des mandarins, Caprice chinois, Op. 76 (1861)
- 2ème Nocturne, Op. 77 (1861)
- Harmonie des flots, Caprice-mazurka, Op. 77 (1861)
- La Tarabouka, Caprice moresque, Op. 80 (1862)
- Au printemps, Poésie fugitive, Op. 84
- Fleurs et dentelles, Caprice, Op. 85 (1864)
- Sérénade moscovite, Impromptu
- Lalla-Roukh, Opéra comique van Félicien David, beelden voor piano, Op. 88 (1864)
- Fête polonaise, Mazurka, Op. 89 (1863)
- Chants des sirènes, Impromptu, Op. 91
- Alhambra, Polka-mazurka, Op. 92
- Noce arabe, Caprice, Op. 93
- Les Glanenses, Op. 96
- Chant de guerre, Op. 97
- Impromptu-mazurk, Op. 98 (c.1874)
- Polonaise brilliante, Op. 99
- Moïse, Final du 3ème acte, Op. 100
- Marche russe, Op. 101
- José-Maria, opéra-comique van Jules Cohen (c.1866)
- Flûte enchantée, Fantaisie, Op. 105
- Abd-el-Kader, Marche, Op. 106
- L'Addio, Grande valse, Op. 107 (1867)
- Carmosine, Polka-mazurka, Op. 108
- Eole, Valse brillante, Op. 109 (1867)
- Der Freischütz, Fantaisie, Op. 110
- Morceau de salon sur la célèbre valse Indiana de Marcailhou, Op. 112 (1867); parafrase op Indiana, Grande valse van Gatien Marcailhou
- Freyschütz, de Weber, Fantaisie romantique, Op. 114 (1868)
- Dans les prés, Caprice, Op. 115 (1867)
- Caprice-mazurka, Op. 116
- Impromptu-valse, Op. 117 (1867)
- Patrouille, Ronde de nuit, Op. 118 (1869)
- Dimanche, Étude-vilanelle, Op. 119
- Léopold, Marsch, Op. 120 (1869)
- Berceuse orientale, Op. 121
- Tzigane-marche, Souvenir de Hongrie, Op. 122 (1868)
- Mazurka bohémienne, Op. 123
- Mélancolie, Op. 124 (1869)
- 3ème Nocturne, Op. 125 (1869)
- Sperata, Valse poétique, Op. 126
- Le Fuseau (Spindellied), Caprice-étude, Op. 127 (1869)
- Schnell, galop, Morceau facile, Op. 128
- La Madrilena, Mazurka brillante, Op. 129
- Viennoise (Wiener), Mazurka de salon, Op. 130
- Grande sonate en ut mineur, Op. 131 (1868)
- Chanson de l'esclave, Op. 132 (1869)
- Rienzi, opéra de R. Wagner, Fantaisie-militaire, Op. 133 (1869); parafrase op Rienzi van Richard Wagner
- Cosaque, Polka, Op. 134
- Carnaval de Lima, Caprice hispano-américain, Op. 136 (1870)
- Souvenir de l'exposition, Fantasia sur deux airs nationaux (1871)
- Souvenir de Marseille, Mazurka de salon (1872)
- La Coupe du Roi de Thulé, opéra de E. Diaz, Réminiscences et paraphrase (1873); parafrase op La Coupe du Roi de Thulé by Eugène-Émile Diaz de la Peña (1837–1901)
- Marche nuptiale, Op. 137
- Fancy Fair, Mazurka de salon, Op. 138
- Carneval-Polka, Op. 139 (1874)
- 2ème Sonate in D majeur, Op. 140 (1874)
- Impromptu, Op. 141
- Salut au Hâvre, Marche solennelle, Op. 142
- Aïda, opéra de G. Verdi, Réminiscences et paraphrase, Op. 144 (1873); parafrase op Aida van Giuseppe Verdi
- Chant de jeunes filles, Caprice, Op. 145 (1873)
- Fantaisie de salon sur Madame Turlupin, Op. 155; parafrase op de opera Madame Turlupin van Ernest Guiraud
- 1er Nocturne, Op. 159
- Giovinetta, Mazurka, Op. 160
- 24 Études de genre dans le style moderne et dans tous les tons, Opp. 161–162 (1874)
- Messe de requiem de G. Verdi, Souvenir, Op. 164 (1874)
- Menuet du temps passé, Op. 165 (1874)
- Marietta, Caprice de genre, Op. 166 (1874)
- Reflets d'azur, Valse de salon, Op. 167 (1875)
- Régiment qui passe, Op. 171
- Capricciosa, Op. 172
- Hip! Hip! Hurrah!, Galop brillant, Op. 173 (1875)
- À la voile, Barcarolle, Op. 174 (1875)
- Page d'album, Impromptu, Op. 175
- Carmencita, Op. 178
- Falstaff, Fantaisie-polka, Op. 179 (1876)
- Pensées d'automne, Impromptu, Op. 181 (1875)
- Le Régiment qui passe, Pas redoublé (1875)
- Marietta, Caprice de genre (1875)
- Capricciosa, Grande valse brillante (1875)
- 24 Études de genre dans le style moderne (1875)
- Pensées d'automne, Impromptu (1876)
- Six Sonatinas (1876)
- Souvenir de Prague, Polka, Op. 191 (1876)
- À la Strauss, Polka, Op. 192 (1876)
- Esmek-Meriem (Ton nom, c'est Marie), Chanson arabe (1876)
- Souvenir de Paul et Virginie, opéra de V. Massé, Fantaisie-caprice, Op. 200 (1876)
- 5ème Nocturne (1877)
- En rêvant, Valse-caprice (1877)
- Au bal, Impromptu-mazurk, Op. 201 (1877)
- En rêvant, Valse-caprice, Op. 202 (1877)
- Mazurk, Op. 203 (1878)
- Polonaise brillante, Op. 205 (1877)
- Véloce, Caprice-étude, Op. 206
- 24 Petite sonatines, très faciles dans tous les tons majeurs et mineurs, Op. 231
- À tire d'aile, Caprice, Op. 235 (1878)
- À toute volée, Galop brillant, Op. 236 (1878)
- Marche bohémienne, Op. 238 (1878)
- Le Hamac, Chanson orientale, Op. 239
- 24 Pièces caractéristiques, Op. 240 (1877)
- Chanson de mai, Op. 243 (1878)
- Welcome au Prince de Galles, Valse brillante, Op. 244 (1878)
- Mazurk-Styrienne, Op. 250 (1880)
- Vienne, Ésquisse-valse (1878)
- Welcome au Prince de Galles, Valse brillante (1878)
- L'Étoile du nord, opéra-comique de G. Meyerbeer, Fantaisie de concert, Op. 275 (1878)
- À la mémoire de Beethoven, Hymne funèbre, Op. 302 (1879)
- Grande valse brillante, Op. 303 (1879)
- Aubade, Op. 305 (1879)
- Souvenir de Fatinitza, opéra comique de F. de Suppé, Fantaisie (1879)
- Souvenirs de Jean de Nivelle, de Delibes, Fantaisie de salon, Op. 308 (1880)
- Chanson mauresque, Op. 312
- Hongroise-polka (1881)
- Les Contes d'Hoffmann, opéra fantastique de J. Offenbach, Barcarolle (1881)
- Dors bébé, Berceuse, Op. 316 (1882)
- Claire fontaine, Caprice, Op. 317 (1882)
- Baiser de fleur, Grande valse de concert, Op. 318 (1883)
- 6ème Nocturne (1883)
- Marche des mousquetaires

- Biblioteca Nacional de España: XX840460
- Bibliothèque nationale de France: cb14768118f (data)
- Catàleg d'autoritats de noms i títols de Catalunya: 981058516461506706
- Gemeinsame Normdatei: 174066287
- International Standard Name Identifier: 0000 0003 5789 9670
- Nationale Bibliotheek van Tsjechië: mzk2011647699
- Virtual International Authority File: 187238047
- WorldCat: E39PBJtrWHvDQvrdpRkGhfHjYP